# Лишаване от свобода
Лишаването от свобода е наказание, постановено от съд, за извършено престъпление.
Представлява ограничаване възможността на осъдения да се придвижва свободно в пространството, което се постига чрез изолирането му в специални места: затвори, поправителни домове за непълнолетните, трудово-поправителни общежития или концлагери.

## Видове
Лишаването от свобода според времевия срок бива:
- краткосрочно – от 3 месеца до 1 година;
- средносрочно – от 1 до 5 години;
- дългосрочно – от 5 до 15 години;
- доживотен затвор;

Наказанието лишаване от свобода винаги се налага за определен срок. Минималните и максимални размери са посочени общо в закона – Наказателния кодекс на Република България. Според правилото на чл. 39, ал. 1 от НК лишаването от свобода може да бъде от три месеца до двадесет години. Но разпоредбата на ал. 2 предвижда, че е възможно по изключение наказанието лишаване от свобода да бъде за срок до тридесет години. Това е допустимо при замяна на доживотен затвор, в случаите на увеличаване общото най-тежко наказание за съвкупност от престъпления на основание чл. 24 НК, когато се определя общо наказание при общ рецидив по 27, ал. 1 НК, както и за някои особено тежки умишлени престъпления, при условие, че това е специално предвидено в Особената част на кодекса.

## Режим на изтърпяване
Определя се от съда, с акта с който е наложено наказанието. Режимът за изтърпяване на наказанието лишаване от свобода е съвкупността от онези законосъобразни мерки, които се прилагат спрямо осъдения и чрез които се осъществява съдържанието на това наказание. Той включва: степента на изолация, характера на охраната, обзавеждането на спалните помещения, участието в различни видове труд, формите на възпитателна работа, броя на колетните пратки, писмата и свижданията, времето за разходка и сумите за задоволяване на лични нужди (чл. 44, ал. 1 ЗИН).
В зависимост от посочените мерки и съчетанието между тях в чл. 43, ал. 1 ЗИН са предвидени четири вида режим: лек, общ, строг и усилено строг. Първоначалният режим за изтърпяване на наказанието се определя с присъдата, освен ако не се касае до условно осъждане. Определянето на режима става в зависимост от вида на престъплението (умишлено или непредпазливо, рецидив и т.н.), размера на наложеното наказание, от това дали осъденият е пенитенциарен рецидивист, както и от неговата лична обществена опасност. Първоначалният режим впоследствие може да бъде променян.